# Matt Helm... non perdona!
Matt Helm... non perdona! (Murderer's Row) è un film del 1966 diretto da Henry Levin.

## Trama
Un aitante agente segreto fa una morte ignominiosa affogando nella vasca da bagno e gettando nello sconforto orde di donne. La sua morte, però, è solo una messainscena per permettergli di seguire le tracce di uno scienziato rapito per via della sua ultima scoperta, un raggio laser che potrebbe distruggere un continente.